# Kujakowice Górne (gmina)
Kujakowice Górne (do 1954 Ligota Zamecka) – dawna gmina wiejska istniejąca w latach 1973–1975 w woj. opolskim (dzisiejsze woj. opolskie). Siedzibą władz gminy były Kujakowice Górne.
Gmina Kujakowice Górne została utworzona 1 stycznia 1973 w powiecie kluczborskim w woj. opolskim; w skład gminy weszły obszary 9 sołectw: Biadacz, Dobiercice, Gosław, Gotartów, Kujakowice Dolne, Kujakowice Górne, Łowkowice, Maciejów i Pszczonki.
1 czerwca 1975 gmina weszła w skład nowo utworzonego (mniejszego) woj. opolskiego.
30 października 1975 gmina została zniesiona, a jej obszar przyłączony do gmin:
- Byczyna (obszary sołectw: Dobiercice, Gosła i Pszczonki),
- Kluczbork (obszary sołectw: Biadacz, Gotartów, Kujakowice Dolne, Kujakowice Górne, Łowkowice i Maciejów).